# Marsa (Malta)
Marsa é um povoado da ilha de Malta em Malta.
Na localidade situa-se o Cemitério militar turco.